# Митюков, Михаил Алексеевич
Михаи́л Алексе́евич Митюко́в (род. 7 января 1942, Иркутская область, РСФСР) — российский политический деятель, юрист, депутат Верховного совета Российской Федерации созыва 1989—1993 годов и Государственной думы I созыва, первый заместитель председателя Государственной Думы РФ с 1994 по 1996 год, профессор, преподаватель на кафедре конституционного и муниципального права в МГЮА. Председатель Комиссии при Президенте РФ по реабилитации жертв политических репрессий с апреля 2007 года.

## Биография
Родился в пгт Усть-Уда Иркутской области, русский. С 1959 года работал землекопом, электролинейщиком механизированной колонны № 16 треста «Красноярскэлектросетьстрой». В 1968 году окончил юридический факультет Иркутского государственного университета по специальности «юрист» (поступил в 1961 году, в 1962—1965 годах служил в армии).
В 1968—1987 годах работал в Абакане в Хакасском областном суде, преподавал в Абаканском педагогическом институте, в котором был старшим преподавателем, затем заведовал кафедрой отечественной истории и права с 1987 по 1990 годы. В 1979 году защитил кандидатскую диссертацию по теме «Законодательство об автономных областях (государственно-правовое исследование)». В 1979—1987 годах заместитель председателя Хакасского областного суда, одновременно в 1979—1982 годах председатель судебной коллегии по гражданским, в 1982—1987 — по уголовным делам. Специалист в области государственного права и управления. Автор более 200 научных работ.
С марта 1990 по июль 1991 года народный депутат Красноярского краевого Совета народных депутатов. В 1990 году избран народным депутатом РСФСР по Алтайскому территориальному округу № 212 Хакасии. На I Съезде народных депутатов был избран членом Совета Республики и Президиума Верховного Совета РСФСР, куда перешёл на постоянную работу в июле 1990 года, став одновременно членом Конституционной комиссии. В Верховном Совете был заместителем председателя комитета по законодательству, а после ухода с этой должности С. Шахрая 21 ноября 1991 года возглавил комитет. Выступал за расширение полномочий парламентских комиссий и комитетов. 24 июня 1993 года на базе комитета были созданы два новых: Комитет по конституционному законодательству (председатель — В. Исаков) и Комитет по судебной реформе и текущему законодательству, во главе которого остался М. Митюков.
Сначала был координатором фракции «Россия», весной 1991 одновременно вступил в группу «Коммунисты за демократию» (затем фракции «Свободная Россия»), в которой и остался после введения осенью 1991 принципа «один человек — в одной фракции».
В августе 1991 года вышел из КПСС (состоял с 1965 г.). Тогда же вступил в Демократическую партию коммунистов России (ДПКР, «партия Руцкого», впоследствии была переименована в Народную партию «Свободная Россия». На I Съезде ДПКР был избран членом Правления и председателем государственно-правовой комиссии партии (отошел от партии в 1993 году). В марте 1994 года член инициативной группы по созданию партии Демократический выбор России (ДВР), вступил в ДВР.
В 1992—1993 годах четырежды участвовал в процессах в Конституционном Суде. Дважды представлял ходатайствующую сторону: народных депутатов РФ, обжаловавших указ Президента о создании МБВД (январь 1992); Верховный Совет РФ, обжаловавший акты Татарстана о суверенитете и референдуме (март 1992). Дважды — сторону, издавшую оспариваемый акт (Верховный Совет): по делу ГКАП (май 1992); по делу о депутатских полномочиях министра Дунаева (февраль 1993). Три из четырех дел (кроме дела ГКАП) были выиграны парламентской стороной, которую представлял М. Митюков.
В апреле 1992 года представлял Съезду народных депутатов проект закона об изменениях и дополнениях действующей Конституции России. В связи с этим секретарь Конституционной комиссии О. Румянцев, выступавший за неотложное принятие новой Конституции, называл процесс поэтапного изменения действующего текста (в чём позже сторонники Ельцина обвиняли Съезд) «митюковщиной».
В сентябре-декабре 1993 года председатель Комиссии законодательных предложений при Президенте РФ, член рабочей группы по рассмотрению и подготовке предложений по выработке проекта Конституции РФ. С октября 1993 по январь 1994 года 1-й заместитель министра юстиции РФ.
В 1993 году был выдвинут по Хакасскому избирательному округу № 31 избирательным блоком «Выбор России» и избран депутатом Государственной думы (вошёл в соответствующую фракцию). С 1994 года по 1996 год занимал пост первого заместителя председателя Государственной Думы. В декабре 1995 баллотировался в новый состав Государственной Думы по мажоритарному округу в Хакасии от блока «Демократический выбор России — объединённые демократы», но проиграл выборы полковнику Алексею Лебедю, будущему Главе Хакасии.
В 1996 и в 1998—2005 годах занимал должность полномочного представителя президента в Конституционном суде Российской Федерации. В 1996—1998 годах 1-й заместитель секретаря Совета безопасности РФ, возглавил работу управления по общественной и федеральной безопасности, занимающегося изучением регионального законодательства на предмет соответствия его федеральному. С апреля 1998 года начальник управления Администрации президента РФ по вопросам помилования. В октябре 1994 и марте 1999 года выдвигался Ельциным на должность судьи Конституционного суда РФ, но в Совете Федерации его кандидатура не получала достаточного количества голосов для назначения на должность.
В 2001—2004 годы входил в комиссию при президенте по предварительному рассмотрению кандидатур на должность судей федеральных судов.
Профессор кафедры конституционного и муниципального права Московского государственного юридического университета (МГЮА).
Профессор кафедры конституционного и международного права Томского государственного университета и Академии труда и социальных отношений. Имеет диплом высшей школы государственного управления Д.Кеннеди Гарвардского университета. Ведёт подготовку аспирантов и читает спецкурсы.
Женат, имеет трёх детей.

## Звания и награды
- Государственный советник юстиции Российской Федерации 1-го класса
- Действительный государственный советник Российской Федерации 1-го класса (19 июля 1996)
- Заслуженный юрист Российской Федерации (1993)[5]
- Медаль «Защитнику свободной России» (20 августа 1997) — за исполнение гражданского долга при защите демократии и конституционного строя 19-21 августа 1991 года[6]
- Орден Почёта (10 декабря 2001)[7]
- Орден «За заслуги перед Отечеством» IV степени (12 декабря 2005)[8]
- Орден «За заслуги перед Отечеством» III степени (2017)[9]
- Знак отличия «За безупречную службу» XXL лет
- Почётная грамота Президента Российской Федерации (4 января 2012) — за заслуги в обеспечении деятельности Президента Российской Федерации по защите конституционных прав и свобод граждан и многолетнюю добросовестную работу